# بطولة تونس لكرة السلة للرجال 2002–03
بطولة تونس لكرة السلة للرجال 2002–03 هو الموسم رقم 48 من بطولة تونس لكرة السلة للرجال.

فاز بهذا الموسم الشبيبة الرياضية القيروانية.

## روابط خارجية
- الموقع الرسمي للجامعة التونسية لكرة السلة.